# 湖東町 (浜松市)
湖東町（ことうちょう）は静岡県浜松市中央区の町名。丁番を持たない単独町名である。住居表示未実施。

## 地理
浜松市中央区の北部に位置する。東で高丘町・高丘西四丁目、西で佐浜町及び和地町、南で伊左地町、北で西丘町・桜台一丁目～三丁目と接する。

### 河川
- 伊佐地川
- 小伊佐地川
- 谷田川

### 学区
小学校・中学校の学区は以下の通りである。
- 浜松市立和地小学校
- 浜松市立湖東中学校

## 歴史

### 町名の由来
和地村と伊佐見村が合併してできた湖東村が浜松市に編入される際、湖東の名を残した方が良いとの考えから、向平・新田・大平・谷上の4地区が一緒になって湖東町ができた。

### 沿革
- 1876年（明治9年） - 敷知郡東大山村と西大山村が合併して大山村となる。また、谷上村が佐浜村に編入される[書籍 3]。
- 1889年（明治22年）4月1日 - 町村制の施行により、敷知郡大山村が周辺の村と合併して敷知郡和地村となる[WEB 8]。旧村名は和地村の大字として残る[書籍 4]。また、佐浜村が周辺の村と合併して敷知郡伊佐見村となる[WEB 8]。旧村名は伊佐見村の大字として残る[書籍 4]。
- 1896年（明治29年）4月1日 - 郡制の施行により、和地村・伊佐見村の所属郡が浜名郡に変更となる。
- 1956年（昭和31年）9月30日 – 和地村と伊佐見村が合併して湖東村となる。
- 1960年（昭和35年）10月1日 – 湖東村が浜松市に編入される。
- 1963年（昭和38年）7月1日 – 大字東大山（大平山）、大字西大山（向平）及び大字佐浜（谷上・新田（佐浜新田））の各一部から湖東町が新設される。なお、谷上及び新田は伊佐見地区から和地地区に編入する形となる[書籍 5]。
- 2000年（平成12年）11月1日 - 大山町・湖東町・西丘町の各一部を合わせて桜台一丁目を、大山町及び湖東町の各一部を合わせて桜台二丁目を、大山町・湖東町・和地町の各一部を合わせて桜台三丁目を新設。
- 2007年（平成19年）4月1日 - 浜松市が政令指定都市となる。湖東町は西区の一部となる。
- 2024年（令和6年）1月1日 - 浜松市の行政区再編により、湖東町は中央区の一部となる。

## 施設
- 学校法人富塚学園 湖東幼稚園
- 浜松市立和地小学校
- 浜松生花地方卸売市場 本社
- 竹田運輸 本社
- サンワネッツ 浜松物流センター
- 湖東団地
- 浜名湖グルメパーク
- ローソン（浜松湖東町店、浜松湖東町西店、浜松西インター店）
- デイリーヤマザキ浜松湖東町店
- 津島神社
- 猿田彦神社
- 貴船神社
- 谷上稲荷神社

## 交通

### バス
- 遠鉄バス - 舘山寺線の停留所は舘山寺街道上及び湖東団地内に設置されている。また、高台線の停留所は市道湖東大山線上に設置されている。なお、湖東団地西停留所には自転車駐輪場が併設されている。
  - 30舘山寺線（湖東団地通過系統）：（浜松駅 方面 - ）湖東団地東 - 湖東団地中 - 湖東団地西（ - 舘山寺町・村櫛・浜名湖ガーデンパーク 方面）
  - 30舘山寺線（湖東団地経由系統）：（浜松駅 方面 - ）湖東団地東 - きのがや東坂 - 湖東団地北 - 公団団地 - 湖東団地西（ - 舘山寺町・村櫛・浜名湖ガーデンパーク 方面）
  - 41高台線：（浜松駅 方面 - ）浜松西インター東 - 大平西（ - 花川運動公園）

### 道路
- 東名高速道路：浜松西ICがある。
- 静岡県道48号舘山寺鹿谷線（舘山寺街道）
- 静岡県道49号細江舞阪線
- 静岡県道65号浜松環状線
- 静岡県道364号湖東和合線

## その他

### 警察
警察の管轄区域は以下の通りである。
| 番・番地等 | 警察署       | 交番・駐在所 |
| ---------- | ------------ | ------------ |
| 全域       | 浜松西警察署 | 湖東交番     |

### 消防
消防の管轄区域は以下の通りである。
| 番・番地等 | 消防署   | 本署/出張所 |
| ---------- | -------- | ----------- |
| 全域       | 西消防署 | 湖東出張所  |

### 書籍
1. ↑  『わがまち文化誌 和の里 今むかし』浜松市立和地公民館、2000年8月10日、164頁。
2. ↑  『わがまち文化誌 和の里 今むかし』浜松市立和地公民館、2000年8月10日、82頁。
3. ↑  『浜松市史 三』浜松市役所、1980年3月26日、21頁。
4. 1 2  『浜松市史 三』浜松市役所、1980年3月26日、176頁。
5. ↑  『わがまち文化誌 和の里 今むかし』浜松市立和地公民館、2000年8月10日、41,164頁。

### WEB
1. ↑  “h02_22.csv”.   総務省 (2022年2月10日). 2024年7月24日閲覧。
2. ↑  “chuouku_menseki.xlsx”.   浜松市 (2024年3月12日). 2024年7月24日閲覧。
3. ↑  “静岡県 浜松市中央区 湖東町の郵便番号 - 日本郵便”.   日本郵便. 2025年2月15日閲覧。
4. ↑  “市外局番の一覧”.   総務省 (2022年3月1日). 2024年7月24日閲覧。
5. ↑  “事業所案内及び管轄地域（事務所3件、分室3件）”.   一般社団法人静岡県自動車会議所. 2024年7月24日閲覧。
6. ↑  “住居表示実施状況／浜松市”.   浜松市 (2024年1月4日). 2024年7月24日閲覧。
7. ↑  “学校名から探す／浜松市”.   浜松市 (2024年1月1日). 2024年7月24日閲覧。
8. 1 2  “historyofcities.pdf”.   静岡県総務部合併推進室・財団法人静岡県市町村振興協会. 2024年9月26日閲覧。
9. ↑  “湖東交番｜静岡県警察”.   静岡県警察 (2024年1月1日). 2024年7月24日閲覧。
10. ↑  “消防署の町別管轄「こ」／浜松市”.   浜松市 (2020年3月25日). 2024年7月24日閲覧。